# مطار حرض
مطار حرض يعتبر مهبط صغير للطائرات يقع في منطقة نفطية في حرض التابعة لمحافظة الأحساء في المنطقة الشرقية من المملكة العربية السعودية. ويحتل المطار مساحة 1.1 كم².

## نظرة عامة
يقع هذا المطار تحت ملكية شركة النفط العربية السعودية (أرامكو السعودية)، يستخدم لتوفير الدعم اللوجستي لحقول النفط النائية باستخدام طائرات بوينغ 737 وداش 8. وجدول الرحلات مجدولة إلى الدمام حيث مقر الشركة في الظهران. المطار حاليا مغلق وهو قيد التجديد.

## المرافق
للمطار مدرج بطول 2,430 م وعرض 30 م. تشمل 10 مواقف وبوابات للطائرات بلإضافة إلى مهبط مروحية.